# Мілевська Аліна
Алі́на Міле́вська (* 1995) — українська фігуристка. Чемпіонка України.

## Життєпис
Народилась 1995 року у місті Київ. Почала кататись у 1999-му
.
Триразова чемпіонка України серед юніорів (2009—2011 роки).
Триразова призерка чемпіонату України (2011—2013 роки).
Учасниця чемпіонатів світу серед юніорів. Посівши 14-те місце в короткій програмі, кваліфікувалася до фінального відтинку на Чемпіонаті світу серед юніорів 2010 року в Гаазі та фінішувала 21-ю у загальному заліку. 2011 року була шостою на Х-му зимовому Європейському юнацькому олімпійському фестивалі в Ліберці.